# (9669) Symétrie
(9669) Symétrie, désignation internationale (9669) Symmetria, est un astéroïde de la ceinture principale.

## Description
(9669) Symétrie est un astéroïde de la ceinture principale d'astéroïdes. Il fut découvert par Paul G. Comba le 8 juillet 1998 à Prescott. Il présente une orbite caractérisée par un demi-grand axe de 3,22 UA, une excentricité de 0,187 et une inclinaison de 0,44° par rapport à l'écliptique.
Il fut nommé d'après la forme du nombre 9669, qui est un palindrome, mais possède aussi la caractéristique que chaque paire de chiffres (96 et 69) reste invariante après une rotation de 180 degrés.

## Compléments